# Marktkirchhof 13 (Quedlinburg)

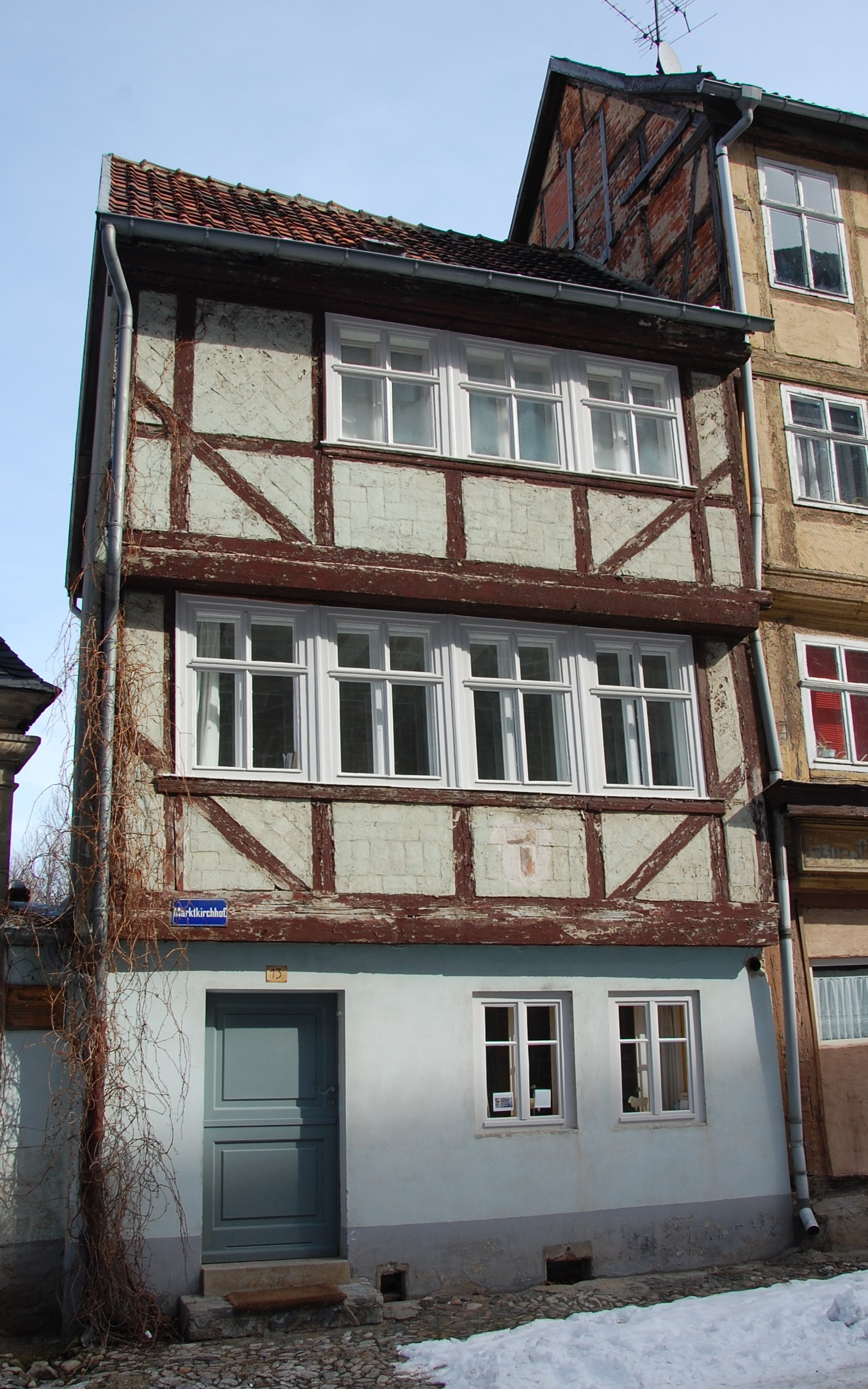
Haus Marktkirchhof 13, Südseite

Das Haus Marktkirchhof 13 ist ein denkmalgeschütztes Gebäude in der Stadt Quedlinburg in Sachsen-Anhalt.

## Lage
Es befindet sich in der historischen Quedlinburger Altstadt, nördlich des Marktplatzes der Stadt. Das im Quedlinburger Denkmalverzeichnis als Wohnhaus eingetragene Gebäude befindet sich an der Nordseite des Marktkirchhofs und gehört zum UNESCO-Weltkulturerbe. Seine südliche Fassade zeigt zum Marktkirchhof, die nördliche zum Kornmarkt. Westlich grenzt das gleichfalls denkmalgeschützte Goetzsche Mausoleum, östlich das Haus Marktkirchhof 14 an.

## Architektur und Geschichte
Das dreigeschossige Fachwerkhaus entstand im 17. Jahrhundert. Sein Fachwerk weist Überblattungen und Eckstreben auf, die Gefache des ersten Obergeschosses sind mit verschieden gestalteten Zierausmauerungen versehen. Im 19./20. Jahrhundert wurde das Erdgeschoss in massiver Bauweise erneuert.